# Universität Lyon II

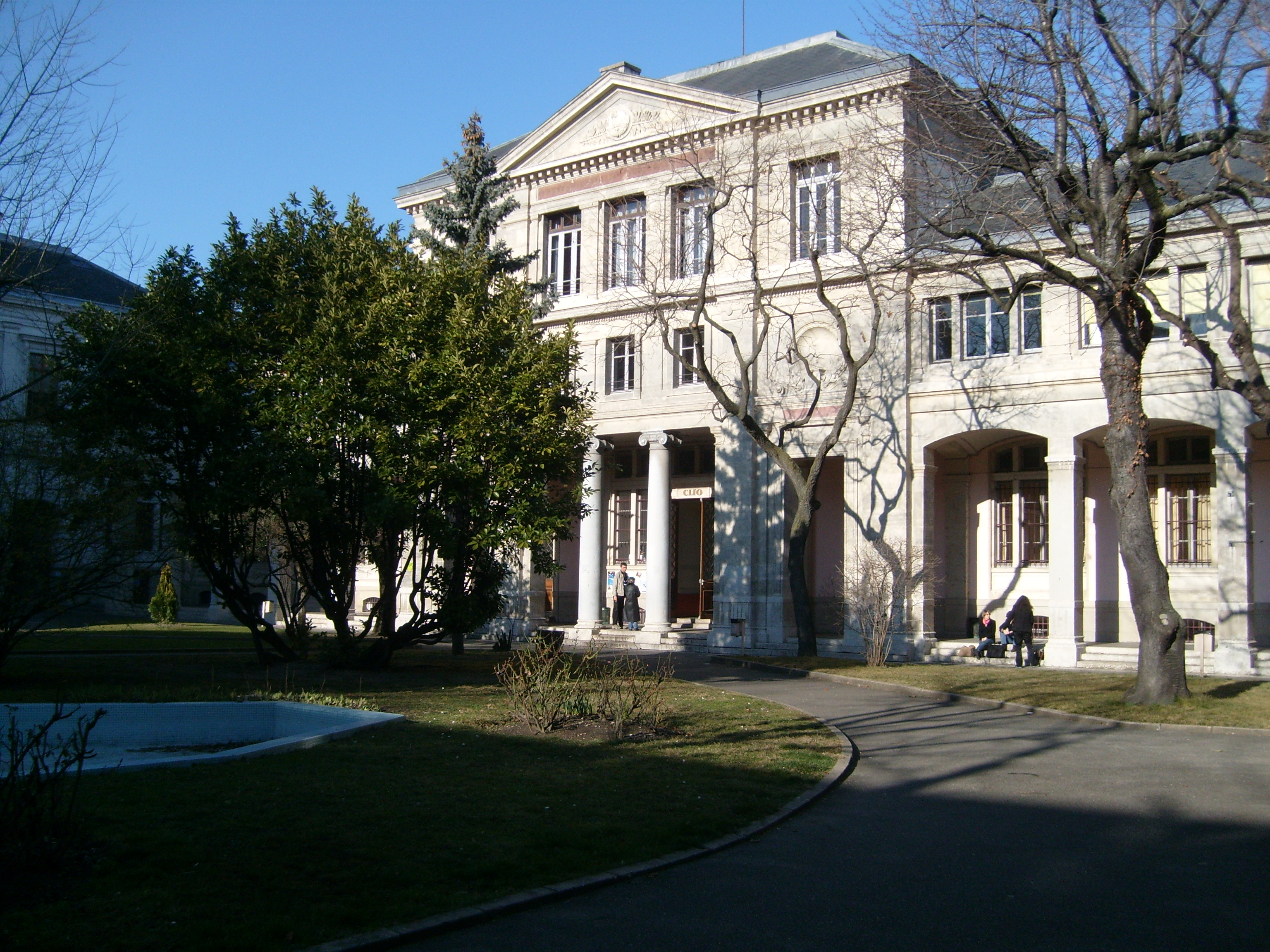
Gebäude der Juristischen und Politikwissenschaftlichen Fakultät, 2008

Die Universität Lyon 2, offiziell Université Lumière Lyon 2, ist, gemessen an den Studierendenzahlen, die zweitgrößte Universität von Lyon. Sie umfasst die meisten geistes-, sozial- und wirtschaftswissenschaftlichen Fächer sowie Jura.

## Geschichte
Die Universität von Lyon wurde erst relativ spät, im Jahr 1896, gegründet. 1968 wurde als Folge der Studentenproteste ein Gesetz von Edgar Faure erlassen, das die Volluniversität grob in eine naturwissenschaftliche (die heutige Université Claude Bernard Lyon 1) und eine geisteswissenschaftliche Universität (Université Lumière Lyon 2) aufspaltete.
Ebenfalls als Folge der Studentenproteste zeigten sich Anfang der 1970er Jahre einige Universitätsangehörige mit der Situation unzufrieden, so dass es 1974 erneut zu einer Abspaltung und der Schaffung der Université Jean Moulin Lyon 3 kam. Bis heute verfügen die beiden Universitäten in etwa über dasselbe Fächerangebot.

## Studium
Fakultät der Anthropologie und der Soziologie
Soziologie, Anthropologie
Fakultät der Geographie, Geschichte, Kunstgeschichte und Tourismus
Geographie, Geschichte, Kunstgeschichte, Archäologie, Raumordnung
Fakultät der Sprachen
Englisch, Deutsch, Spanisch, Portugiesisch, Arabisch, LEA, LLCE
Fakultät der Literaturwissenschaften, Sprachwissenschaften und Kunst
Klassische und moderne Literaturwissenschaft, Sprachwissenschaft, Französisch als Fremdsprache, Musik, Bildende Kunst
Wirtschaftswissenschaftliche und betriebswirtschaftliche Fakultät
Wirtschaftswissenschaft, Angewandte Informatik
Juristische und politikwissenschaftliche Fakultät
Jura, Wirtschaftliche und soziale Verwaltung, Politikwissenschaft

## Alumni
- Yamina Benguigui (* 1955), Filmregisseurin und Politikerin
- Nora Binder (* 1984), Schauspielerin
- Laurence Boisson de Chazournes (* 1958), Juristin
- Pierre Emmanuel (1916–1984), Schriftsteller
- Nazan Gökdemir (* 1980), Journalistin und Fernsehmoderatorin
- Martin Guggisberg (* 1960), Archäologe
- Ursula Heise (* 1960), Literaturwissenschaftlerin
- Paul-Bernard Hodel (* 1965), Theologe
- Jérôme Kerviel (* 1977), Bankangestellter
- Hakkı Kurtuluş (* 1980), Filmregisseur
- Dogo Mayaki (* 1953), Schriftsteller
- Wolfgang Mayer (* 1978), Politiker
- Charles Millon (* 1945), Diplomat und Politiker
- Nathanaël (* 1970), Schriftstellerin
- Marc Orlando (* 1968), Konferenzdolmetscher und Übersetzer
- Georges Roux (1919–2003), Archäologe
- Steffen Siegel (* 1976), Kunst- und Medienwissenschaftler
- Christian von Tschilschke (* 1966), Romanist
- Jacqueline Marie Zaba Nikiema (* 1957), Diplomatin